# Ryota Yamamoto
Ryota Yamamoto –en japonés, 山本涼太, Yamamoto Ryota– (Kijimadaira, 13 de mayo de 1997) es un deportista japonés que compite en combinada nórdica.
Participó en los Juegos Olímpicos de Pekín 2022, obteniendo una medalla de bronce en la prueba por equipo (junto con Yoshito Watabe, Hideaki Nagai y Akito Watabe).

## Palmarés internacional
| Juegos Olímpicos | Juegos Olímpicos | Juegos Olímpicos  | Juegos Olímpicos         |
| Año              | Lugar            | Medalla           | Prueba                   |
| ---------------- | ---------------- | ----------------- | ------------------------ |
| 2022             | Pekín (China)    | Medalla de bronce | TG + 4 × 5 km por equipo |